# Perfluorkarboxylsyror

Perfluoroktansyra (PFOA)

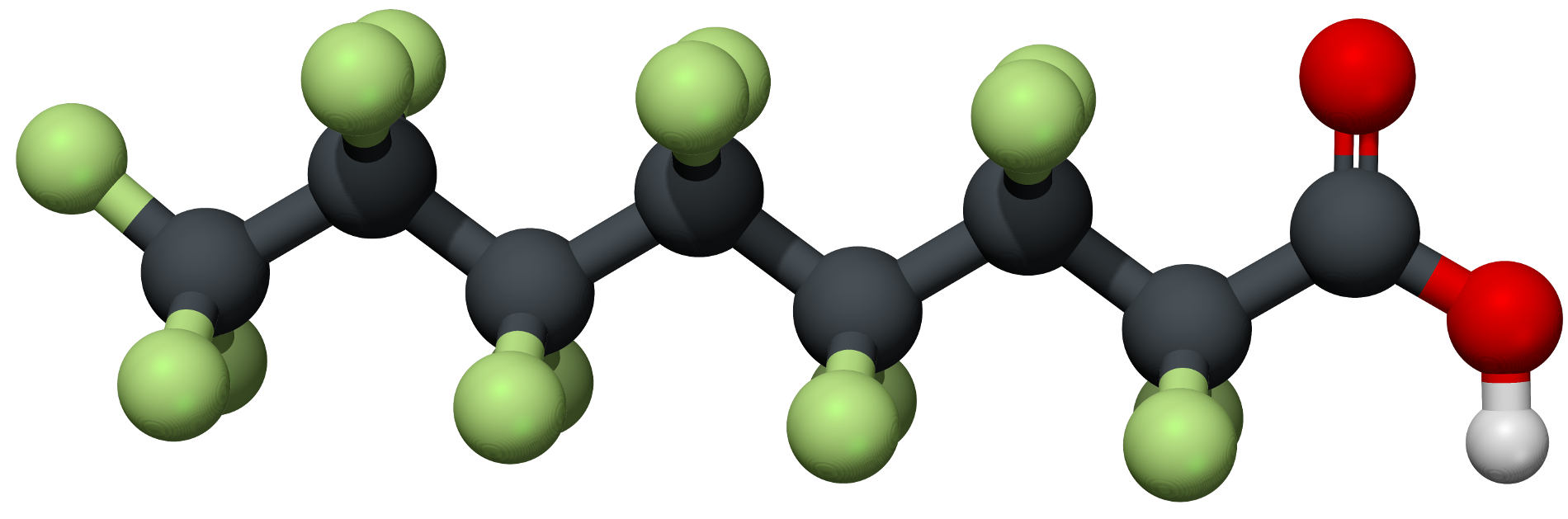
3D-modell. Gröna atomer motsvarar fluor, svarta kol, röda syre, vita väte.
Bilden visar PFOA, ett exempel på PFCA, med en fullständigt fluorerad kolkedja som binder till en karboxylgrupp.

Perfluornonansyra (PFNA)

Perfluorkarboxylsyror (PFCA) är perfluorerade karboxylsyror. Typiskt är en kolkedja, där alla väteatomer bytts mot fluoratomer. PFCA hör till gruppen perfluorerade föreningar, även kallade perfluorerade ämnen, vilka kännetecknas av att de är fullständigt fluorerade (alla väteatomer har bytts mot fluoratomer), men omnämns även som högfluorerade ämnen, som är ett samlingsbegrepp för perfluorerade och polyfluorerade ämnen (med polyfluorerade avses sådana ämnen som är inte är fullständigt fluorerade, det vill säga fortfarande har väteatomer i kolkedjan). Högfluorerade ämnen kallas också PFAS-ämnen.
Den mest uppmärksammade av PFCA är perfluoroktansyra (PFOA). Andra exempel på perfluorerade karboxylsyror är till exempel perfluornonansyra (PFNA), perfluordekansyra (PFDA) och perfluorhexansyra (PFHxA).

## Egenskaper
Högfluorerade ämnen förekommer inte naturligt utan har framställts av människan. En egenskap hos dessa ämnen är att kunna bilda släta, vatten-, fett- och smutsavvisande ytor. De har för dessa egenskapers skull använts i många olika produkter. De är också i många fall mycket stabila ämnen, eller persistenta, det vill säga de motstår länge nedbrytning. Polyfluorerade ämnen är mindre stabila än perfluorerade ämnen, som är mycket persistenta och svårnedbrytbara om de kommer ut i miljön, men vissa polyfluorerade ämnen som fluortelomeralkoholer (FTOH) har visat sig kunna brytas ned till persistenta PFCA, som exempelvis PFOA. Många högfluorerade ämnen är också bioackumulerande. De lagras inte i fettvävnad som de flesta andra bioackumulerande ämnen, eftersom de är fett- och vattenavvisande, utan binder istället till proteiner och lagras till exempel i organ som levern och i blodet. Potentialen för bioackumulation verkar öka med längden på den högfluorerade kolkedjan, så att ämnen med långa sådana kedjor har högre potential för bioackumulation, och ett liknande samband verkar råda i frågan om toxicitet, det vill säga ämnen med långa sådana kedjor har högre toxicitet. En del högfluorerade ämnen som visat sig bioackumuleras i levande organismer och vara skadliga har därför klassats som miljöfarliga.
För PFCA finns i jämförelse med PFOS (perfluoroktansulfonat) relativt lite kunskap om hälso- och miljöeffekter. Undantaget är PFOA, som genom åren fått allt mer uppmärksamhet och även studerats genom djurförsök på möss och råttor. PFOA är mycket persistent och bryts inte ned i naturen, samt tros sannolikt vara reproduktionsstörande och misstänks också vara cancerframkallande. PFOA kommer bli förbjudet inom EU, detta från och med 2020. Så kallade långkedjiga PFCA, med kolkedjor längre än åtta kolatomer, är mycket persistenta och bioackumulerande och flera av dem finns med på listan över ämnen som föreslås förbjudas inom EU.

## Användningsområden
PFOA används huvudsakligen som en hjälpkemikalie vid tillverkningen av olika fluorpolymerer, som polytetrafluoretylen (PTFE). PFNA används på ett liknande sätt vid framställning av polyvinylidenfluorid (PVDF). Då den främst används som en hjälpkemikalie är det sällan som PFOA direkt finns i varorna, men ibland kan små spår finnas kvar. Dock, när andra ämnen som används i produkter, som fluorpolymerer och FTOH, bryts ned bildar de PFOA, och så kommer ämnet ut i miljön även utan direkta utsläpp. Produktionen och konsumtionen av fluorpolymerer har ökat genom åren, och följaktligen har också användningen av PFOA ökat.
Högfluorerade ämnens praktiska egenskaper, att bilda släta, vatten-, fett- och smutsavvisande ytor, har gjort att de genom åren använts i många olika produkter. FTOH har bland annat använts i brandsläckningsskum, vid tillverkning av vatten- och smutståliga textilier och mattor samt fettavstötande papper för livsmedelsförpackningar, i ytbehandlingar för kakel och golv samt som en komponent i impregneringsmedel. Fluorpolymerer används bland annat i stekpannor av teflon, elektronik, textilier, kablar, halvledare och rymdmaterial. Flera exempel på användningsområden för högfluorerade ämnen är bland annat i rengöringsmedel, hårprodukter, inhalatorer och luftfräschare.